# 衛星細胞
衛星細胞（えいせいさいぼう、英: Satellite cell）は、成熟した筋肉に見られる細胞質をほとんど持たない単核の前駆細胞である。 衛星細胞は骨格筋細胞の前駆細胞である。活性化により、衛星細胞は細胞周期に入り、増殖および筋芽細胞に分化することが出来る。
衛星細胞は基底膜と筋鞘の間に存在する。休止状態の衛星細胞はその位置のほか、高い核/細胞質比率、僅かなオルガネラ、小さな核サイズ、および多量の異染色質により特徴づけられる。一方、活性化した衛星細胞は増加したカベオラ、オルガネラ、および異染色質の減少により特徴づけられる。衛星細胞は分化し、既存の筋繊維に融合することができる。この細胞は最も古くから知られている成体幹細胞であり、通常の筋成長、および受傷後の再生に関与する。

## 遺伝子マーカー
衛星細胞は様々な遺伝子マーカーを発現する。多くの衛星細胞は、Pax7およびPax3を発現するが
、
CSPG4を発現しないと考えられている。しかし、頭部の筋組織における衛星細胞は他の衛星細胞とは異なる発生をするため 

Pax3陰性である。さらに、衛星細胞はNCAM、細胞表面糖タンパク質などにより同定される。
CD34および Myf5により休止状態の細胞の多くが特定可能である
。
活性化状態の衛星細胞を同定することは、活性化の程度により発現マーカーが異なるため困難である。例えば、活性化された衛星細胞では増殖期に向かうにつれPax7の発現は低下するが、分化直後の衛星細胞では多く発現している
。
また、活性化はMyoD、マイオジェニン、および Myf6などの筋細胞特異的な遺伝子を誘導する転写因子の発現を促す
。
肝細胞増殖因子も活性化された衛星細胞の同定に用いられる。また、活性化された衛星細胞は筋特異的なデスミンなどの線維性タンパクの発現を開始する。
他の幹細胞領域同様、衛星細胞の細胞生物学には技術的な困難がある。研究はほぼフローサイトメトリーに依存しているが、この手法では細胞系列や細胞の挙動について情報を得ることができない。このため衛星細胞の幹細胞ニッチははっきりとは特定されていない。